# Foltești
Foltești je rumunská obec v župě Galați. Žije zde přibližně 3 300 obyvatel. Obec se skládá ze dvou částí.

## Části obce
- Foltești – 2 195 obyvatel
- Stoicani – 1 067 obyvatel